# (6317) Dreyfus
(6317) Dreyfus ist ein Asteroid des inneren Hauptgürtels, der am 16. Oktober 1990 von dem belgischen Astronomen Eric Walter Elst am La-Silla-Observatorium der Europäischen Südsternwarte in Chile (IAU-Code 809) entdeckt wurde. Sichtungen des Asteroiden hatte es vorher schon am 11. Januar 1988 unter der vorläufigen Bezeichnung 1988 AQ5 am Karl-Schwarzschild-Observatorium im Tautenburger Wald gegeben.
Der mittlere Durchmesser des Asteroiden wurde mit 5,640 km (±0,218) berechnet, die Albedo mit 0,153 (±0,014) und die Rotationsperiode mit 5,25 Stunden.
(6317) Dreyfus wurde am 12. Juli 1995 nach der Dreyfus-Affäre benannt. In der Dreyfus-Affäre war der unschuldige französische Artillerie-Hauptmann Alfred Dreyfus 1894 durch ein Kriegsgericht in Paris wegen angeblichen Landesverrats zugunsten des Deutschen Kaiserreichs verurteilt worden. Erst 1906 wurde er vollständig rehabilitiert.